# آرکائوتیریس
آرکائوتیریس (نام علمی: Archaeothyris) نام یک سرده از تیره ماردندانان است.